# أورين ن. هيلتون
أورين ن. هيلتون (بالإنجليزية: Orrin N. Hilton)‏ هو قاضي ومحامي أمريكي، ولد في 12 سبتمبر 1849، وتوفي في 1932.